# Glypta kansensis
Glypta kansensis är en stekelart som beskrevs av Dasch 1988. Glypta kansensis ingår i släktet Glypta och familjen brokparasitsteklar. Inga underarter finns listade i Catalogue of Life.